# Bruno Bertin
Pour les articles homonymes, voir Bertin.
Bruno Bertin, né le 7 octobre 1963 à Fougères, est un dessinateur, coloriste et scénariste de bande dessinée français. Il vit à  Rennes.
Créateur de la célèbre série Les Aventures de Vick et Vicky, de la série Zoodingo et de la collection Pourquoi... entre autres, il est édité principalement aux Éditions P'tit Louis mais il a été publié aussi chez Fagot du Maurien, Glénat, Élor, Artus Fébur, Coyote jeunesse. Il écrit également sous le pseudonyme de Neymo.
Proche du million d'exemplaires vendus, la série Vick et Vicky, traduite en breton et déclinée en romans, est l'une des séries de bandes dessinées les plus vendues en Bretagne.

## Biographie
Né à Fougères en 1963, Bruno Bertin raconte que Marc Ratal est l'auteur qui lui a donné, enfant, l'envie du dessin, de raconter des histoires pour se distraire mais aussi faire rêver ses contemporains.
Après avoir suivi une formation d'exécutant-maquettiste en publicité au Lycée professionnel des Arts Graphiques Corvisart-Tolbiac (Paris), Bruno Bertin travaille à partir de 1988 pour l'agence Havas Conseil. En 1988, il crée le salon de l'innovation et de l'invention du Grand Ouest ICAR (Innovation Création Amateur Région) à Fougères qui connaît dix éditions, jusqu'en 1998. Des centres de recherches et des institutions publiques et privées (le CCETT, le CNET, le CNES, l'INPI, l'ANVAR...) participent à cette initiative qui reçoit en 1991 le « Pouce d'or » de l'économie et du tourisme du Pays de Fougères, et, en 1997, le prix de l'initiative avec mention par la fondation d'entreprise du crédit coopératif.
Amateur d'histoire et d'architecture, il réalise sa première bande dessinée en 1990, Fougères à travers son histoire, un récit pour la jeunesse en noir et blanc qui se passe dans sa ville natale. Il a alors 26 ans. « J'ai eu l'idée de produire une bande dessinée où mes héros vivent une aventure dans l'esprit du Club des cinq, et font découvrir ou redécouvrir la ville de Fougères, aussi bien aux Fougerais qu'à ceux qui ne la connaissent pas ». L'intrigue de sa bande dessinée se déroule dans les grands monuments de la ville. « Quand on est né dans une ville où il y a tant d'histoire, d'architectures et que soi-même on est passionné par la bande dessinée, on a envie un jour ou l'autre de raconter une histoire pour faire découvrir sa ville aux autres ». En 1993, il réalise une autre bande dessinée, à destination des adultes cette fois-ci, sur Rennes : Rennes, le temps d'une histoire.
En 1995, il signe Clovis ou Les origines de la France, la bande dessinée officielle publiée à l'occasion de la célébration du 1500e anniversaire du baptême de Clovis, avec une préface du professeur Michel Rouche.
En 1995, il inaugure avec Jean Rolland une série BD jeunesse intitulée Les Aventures de Vick et Vicky, aux Éditions P'tit Louis. La série est plusieurs fois primée[source insuffisante] et quatre albums sont traduits en breton. Pour les quinze ans de la série, un hors série paraît avec de nombreux témoignages d'auteurs.
De 2000 à 2002, il réalise bénévolement pour le compte du Conseil Culturel de Bretagne le premier annuaire des auteurs BD, dessinateurs, scénaristes et coloristes qui habitent en Bretagne, puis un site Internet pour leur valorisation et leur promotion.
Le 19 octobre 2014, à l'occasion de la sortie du tome 20 de Vick et Vicky : Disparitions au stade, Bruno Bertin donne le coup d'envoi du match Stade Rennais - Valenciennes au Roazhon Park. Dans le même temps, il inaugure une nouvelle série de bande dessinée, Zoo Dingo, en signant le scénario du pseudonyme de Neymo. Le dessin est confié à Beno.
Publié en 2015, l'album L'Héritage de Sherlock Holmes, écrit par Jérôme Louiche, un lecteur de la série, raconte les aventures du célèbre héros de Conan Doyle durant les trois années où il a disparu. Ce qui a valu à Bruno Bertin un diplôme « d'expert policier » délivré par les Holmésiens du Musée Sherlock Holmes de Lucens, en Suisse.
En 2016, l'émission de télévision Midi en France sur France 3 lui consacre un reportage et l'invite à parler de sa ville natale et de cœur Fougères. La même année, il reforme le duo "Neymo" - Beno, en concevant une série d'albums intitulée "Pourquoi..." qui répond avec humour aux diverses questions que les enfants se posent à propos des animaux. Il révèle son identité sur TV Rennes le 6 décembre 2017. Avec ce pseudonyme, l'idée était pour lui de se remettre à zéro.
L'année 2019 marque les 25 ans de la série Vick et Vicky célébrés à bord de l'Étoile du Roy à Saint-Malo, lieu servant de cadre à l'album Cap sur Saint-Malo : le pirate. Le deuxième album, Le Mystère du Baron de Lorcy, est redessiné à l'occasion. En 2020, Bruno Bertin crée un jeu de société coopératif, Brocéliande et le grimoire des secrets !, avec Yann Delorme et Quentin Sallou.
Fin 2022, Vick et Vicky sont les héros d'une exposition et d'un album dédié à la vallée de la Seiche, en Ille-et-Vilaine. « Le résultat d'un travail mené pendant deux années par les archives départementales d'Ille-et-Vilaine autour des richesses environnementales, culturelles et patrimoniales de ce cours d'eau d'une centaine de kilomètres entre Le Pertre et Bruz ».
Bruno Bertin a signé les affiches de plusieurs salons de la bande dessinée, notamment ceux de La Baule-Escoublac, Chatou, Saint-Laurent-sur-Sèvre, Vannes, et dernièrement l'affiche du 2e Salon de la BD de Dinard.
Bruno Bertin intervient dans les écoles et les bibliothèques, en France et à l’étranger (Maroc, Roumanie, Monaco).

## Les Aventures de Vick et Vicky
Créée en 1995 aux Éditions P'tit Louis avec le scénariste Jean Rolland, Les Aventures de Vick et Vicky est une série de bandes dessinées pour la jeunesse dans l'esprit du Club des Cinq, de La Patrouille des Castors et de Tintin. Vick, un jeune garçon, et Vicky, son petit chien, sont inséparables d'un groupe d’amis - des scouts - avec lesquels ils doivent résoudre des énigmes en des lieux tels que :  Le Mont-Saint-Michel, la Savoie, la forêt de Brocéliande, l'Égypte, etc. Il s'agit également d'une collection à visée pédagogique : chaque album comporte des pages historiques sur le lieu où se passe l'action. Ces pages sont toutes réalisées par des spécialistes : historiens, professeurs, etc. Vick et Vicky font ainsi partie des « défis lecture » dans de nombreux collèges. Des fiches pédagogiques, conçues pour les professeurs, sont mises à disposition gratuitement sur le site des Éditions P'tit Louis. Dix bateaux de la Société nationale de sauvetage en mer sont baptisés du nom de ces héros.

## Œuvres

### Bandes dessinées
Dessins
- Les Aventures de Vick et Vicky, Bruno Bertin, 25 albums.
- Fougères à travers son histoire / scénario Benoît Croisy & Bruno Bertin ; dessin Bruno Bertin (participation de Richard Simon) ; texte mémento Benoît Croisy. Rennes : A'grafe, 1990, 48 p.  (ISBN 2-9507164-9-0)
- Rennes, le temps d'une histoire / scénario et dessin Bruno Bertin ; mise en coul. Soazig Dreano & Bruno Bertin ; texte journal Muriel L’Hénoret. Rennes : A'grafe, 1993, 48 p.  (ISBN 2-9507164-1-5)
- Clovis ou Les origines de la France / scénario Éric Mestrallet et Frédéric Fagot ; dessin Bruno Bertin ; mise en coul. Odile Mestrallet et Marie-Pia Orsel ; préf. du Pr. Michel Rouche. Paris : coéd. Association Mémoire du baptême de Clovis & Fagot du Maurien, 1995, 43 p.  (ISBN 2-911431-00-6)
- Les Artistes s'engagent contre le Sida / collectif. Grenoble : Glénat, 2009, 96 p.  (ISBN 978-2-7234-6612-7)
- Le Rêve en jaune : souvenirs d'enfance / Jacky Sabiron ; ill. de 22 auteurs BD. Le Poiré-sur-Vie : Éd. les Chantuseries, 2011, 215 p.  (ISBN 978-2-9535472-5-2)

Scénarios
1. Zoo dingo : Les nouveaux / dessin et couleur Beno ; scénario Bruno Bertin (sous le pseudonyme de Neymo). Rennes : P'tit Louis, octobre 2014, 44 p.  (ISBN 978-2-914721-75-2). Rééd. sous le titre : Les deux nouveaux, 09/2019  (ISBN 978-2-37373-075-3)
2. Zoo dingo : Miss Zoo / dessin et couleur Beno ; scénario Neymo. Rennes : P'tit Louis, octobre 2015, 44 p.  (ISBN 978-2-914721-94-3). Rééd. sous le titre Élection Miss Zoo, 09/2019  (ISBN 978-2-37373-076-0)
3. Zoo dingo : Bêtes de scène / dessin et couleur Beno ; scénario Neymo. Rennes : P'tit Louis, octobre 2016, 44 p.  (ISBN 978-2-37373-004-3)
4. Zoo dingo : Safari party / dessin et couleur Beno ; scénario Neymo. Rennes : P'tit Louis, septembre 2017, 45 p.  (ISBN 978-2-37373-025-8)
5. Zoo dingo : L'Élu / dessin et couleur Beno ; co-scénario Neymo. Rennes : P'tit Louis, septembre 2018, 45 p.  (ISBN 978-2-37373-041-8)
6. Zoo dingo : Halloween & Co / dessin et couleur Beno ; scénario Bruno Bertin. Rennes : P'tit Louis, septembre 2019, 45 p.  (ISBN 978-2-37373-069-2)
7. Zoo dingo : La Prophétie / dessin et couleur Beno ; co-scénario Bruno Bertin. Rennes : P'tit Louis, septembre 2020, 46 p.  (ISBN 978-2-37373-088-3)
8. Zoo dingo : Les Robots / Beno ; Bruno Bertin. Rennes : P'tit Louis, octobre 2024, 46 p.  (ISBN 978-2-37373-097-5)

### Albums jeunesse
- La Ratdéconographie / texte et dessin Bruno Bertin. Rennes : A'grafe, 1992  (ISBN 978-2-914721-62-2)  (ISBN 2-9507164-0-7)
- Bébert le petit mouton blanc / texte de Bruno Bertin ; dessin de Jean-Louis Pesch. Rennes : P'tit Louis, coll. "Sylvain et Sylvette" n° 8, octobre 2011, 22 p.  (ISBN 978-2-914721-62-2)

Collection "Pourquoi..."
Textes et storyboards Bruno Bertin sous le pseudonyme de Neymo ; dessins de Beno
- Adam l'éléphant... Rennes : P'tit Louis, 12/2016, 22 p.  (ISBN 978-2-37373-015-9)
- Tom l'ours... Rennes : P'tit Louis, 12/2016, 22 p.  (ISBN 978-2-37373-019-7)
- Abygaëlle l'autruche... Rennes : P'tit Louis, 12/2016, 22 p.  (ISBN 978-2-37373-017-3)
- Benjamin le dauphin... Rennes : P'tit Louis, 12/2016, 22 p.  (ISBN 978-2-37373-014-2)
- Léo le lion... Rennes : P'tit Louis, 12/2016, 22 p.  (ISBN 978-2-37373-018-0)
- Chloé la girafe... Rennes : P'tit Louis, 12/2016, 22 p.  (ISBN 978-2-37373-016-6)
- Louis le ouistiti... Rennes : P'tit Louis, 12/2016, 22 p.  (ISBN 978-2-37373-020-3)
- Lucas le panda... Rennes : P'tit Louis, 12/2016, 22 p.  (ISBN 978-2-37373-021-0)
- Gabin le chien... Rennes : P'tit Louis, 02/2018, 22 p.  (ISBN 978-2-37373-042-5)
- Victor le tyrannosaure... Rennes : P'tit Louis, 02/2018, 22 p.  (ISBN 978-2-37373-036-4)
- Gwennyn l'hermine... Rennes : P'tit Louis, 02/2018, 22 p.  (ISBN 978-2-37373-035-7) Réimpr. le 04/2019 sous le titre Gwennin l'hermine...
- Juju la tortue... Rennes : P'tit Louis, 02/2019, 22 p.  (ISBN 978-2-37373-038-8). Réimpr. 02/2020.
- Sacha le chat... Rennes : P'tit Louis, 02/2019, 22 p.  (ISBN 978-2-37373-037-1)
- Bébert le mouton... Rennes : P'tit Louis, 04/2019, 22 p.  (ISBN 978-2-37373-065-4)
- Alice la vache... Rennes : P'tit Louis, 04/2019, 22 p.  (ISBN 978-2-37373-064-7)
- Manon la poule... Rennes : P'tit Louis, 04/2019, 22 p.  (ISBN 978-2-37373-066-1)
- Hugo le cochon... Rennes : P'tit Louis, 04/2019, 22 p.  (ISBN 978-2-37373-067-8)
- Lilou le panda roux... Rennes : P'tit Louis, 02/2020, 22 p.  (ISBN 978-2-37373-085-2)
- Paul le crocodile... Rennes : P'tit Louis, 02/2020, 22 p.  (ISBN 978-2-37373-085-2)
- Raphaël le loup... Rennes : P'tit Louis, 02/2020, 22 p.  (ISBN 978-2-37373-080-7)
- Gaëlle l'abeille... Rennes : P'tit Louis, 02/2020, 22 p.  (ISBN 978-2-37373-081-4)
- Lili la licorne... Rennes : P'tit Louis, 05/2023, 22 p.  (ISBN 978-2-37373-101-9)
- Axel le tigre... Rennes : P'tit Louis, 05/2023, 22 p.  (ISBN 978-2-37373-099-9)
- Juliette la chouette... Rennes : P'tit Louis, 11/2023, 22 p.  (ISBN 978-2-37373-098-2)
- Nono l'escargot... Rennes : P'tit Louis, 02/2025, 22 p.  (ISBN 978-2-37373-053-1)
- Simon le dragon... Rennes : P'tit Louis, 02/2025, 22 p.  (ISBN 978-2-37373-100-2)
- Coloriage et papertoys + apprends à dessiner ton animal. Rennes : P'tit Louis, 06/2020, 32 p.  (ISBN 978-2-37373-095-1)

### Ouvrages documentaires
- Annuaire 2000-2001 des dessinateurs de Bretagne / Conseil culturel de Bretagne. Rennes : Conseil culturel de Bretagne, mai 2000, 128 p. (BNF 37586169)
- Les Fées de Brocéliande / Bruno Bertin & Muriel L'Hénoret. Rennes : P'tit Louis, coll. "Découverte", novembre 2003, 20 p.  (ISBN 2-914721-14-5)
- Saint-Cyr-Coëtquidan / Édouard Maret ; ill. Bruno Bertin. Rennes : P'tit Louis, coll. "Découverte", mai 2006, 24 p.  (ISBN 2-914721-25-0)
- Création d'une bande dessinée / Bruno Bertin. Rennes : P'tit Louis, coll. "Découverte", mars 2007, 24 p.  (ISBN 978-2-914721-30-1)
- Voyage au fil de la Seiche avec Vick et Vicky, du Pertre à Marcillé-Robert / scénario Éric Joret et Charlotte Sarrazin ; texte Éric Joret ; glossaire Michelle Lapeyre ; cartographie André Corre ; ill. Bruno Bertin, Honorine Arbaux, Vanessa Bernard et Bernard Le Garff. Rennes : Département d’Ille-et-Vilaine, Direction de la Culture et des Archives, 06/2022, 48 p.  (ISBN 978-2-86035-002-0)
- Vick et Vicky présentent... Les petits gestes prévention en bord de mer !, livret pédagogique de 24 p. édité par la compagnie d'assurance la Macif partenaire de la SNSM, et distribué gratuitement lors de la 4e édition de l’opération de prévention les « Mini Sauveteurs » sur plusieurs plages des côtes Nord et Ouest en France du 13 au 28 juillet 2022[26].

### Romans illustrés
- La Nuit laotienne, tome 1 : Trois éléphants sous un parasol / François de Valménier ; ill. Bruno Bertin. Saint-Vincent-sur-Oust : Élor, coll. « Cœur ardent. Les jeux de l'aventure » n° 47, 1998, 189 p.  (ISBN 2-907524-99-2)
- L'Enfant des rues : un témoignage de Yurgen Bosnard / Marc Cantin ; ill. Bruno Bertin. Montfort-sur-Meu : Coyote jeunesse, coll. « Visages du monde », 2007, 160 p.  (ISBN 978-2-9529152-0-5). Rééd. 2014.  (ISBN 978-2-914721-82-0)
- Le Dernier Donjon / Marc Cantin ; ill. Bruno Bertin. Montfort-sur-Meu : Coyote jeunesse, 04/2008, 200 p.  (ISBN 978-2-9529152-1-2)
- Ouvre ton bec ! : 5 fables sur le harcèlement à l'école / Eve-Lyn Sol ; ill. Fanny Cheval, Guillaume Néel et Bruno Bertin. Rennes : P'tit Louis, 03/2018, 48 p.  (ISBN 978-2-37373-045-6)

Série "Reg"
1. Reg et les esprits captifs / Brigitte Burlot ; ill. Bruno Bertin. Saint-Rémy-de-Chevreuse : Éd. Artus Fébur, 2005, 279 p.  (ISBN 2-9523947-0-9)
2. Reg et le secret onirique / Brigitte Burlot ; ill. Bruno Bertin. Saint-Rémy-de-Chevreuse : Éd. Artus Fébur, 2006, 243 p.  (ISBN 2-9523947-1-7)
3. Reg et le crépuscule des rêves / Brigitte Burlot ; ill. Bruno Bertin. Saint-Rémy-de-Chevreuse : Éd. Artus Fébur, 2008, 242 p.  (ISBN 978-2-9523947-2-7)

Série "Vick et Vick"
1. Le Guide ou le Secret de Léonard de Vinci / novélisation d'Eve-Lyn Sol d'après la bande dessinée de Bruno Bertin. Rennes : P'tit Louis, coll. "Romans jeunesse", avril 2013, 177 p.  (ISBN 978-2-914721-79-0)[27]
2. L'Héritage de Sherlock Holmes / novélisation d'Eve-Lyn Sol d'après la bande dessinée de Bruno Bertin et Jérôme Louiche. Rennes : P'tit Louis, coll. "Romans jeunesse", 2015, 182 p.  (ISBN 978-2-914721-95-0)
3. Les Sorcières de Brocéliande / novélisation d'Eve-Lyn Sol d'après la bande dessinée de Bruno Bertin. Rennes : P'tit Louis, coll. "Romans jeunesse", mars 2017, 238 p.  (ISBN 978-2-37373-008-1)
4. Vents de mystères à Ouessant / histoire originale d'Eve-Lyn Sol d'après les personnages de Bruno Bertin ; ill. Bruno Bertin. Rennes : P'tit Louis, coll. "Romans jeunesse", 08/2019, 156 p.  (ISBN 978-2-37373-046-3)
5. Les Archanges du Mont-Saint-Michel / novélisation d'Eve-Lyn Sol d'après les deux bandes dessinées de Bruno Bertin. Rennes : Éd. P'tit Louis, coll. "Romans jeunesse", mars 2024, 156 p.  (ISBN 978-2-37373-109-5)

### Pochette CD
- Crime sous le pont de l'Alma : une enquête de Hugues Delano / Hugo Nhart[28] ; voix Hugo Nhart et Alexandra Michel ; musique Norbert Verrone. Colombes : Achène - Productions Romans-sons, 2009. 1 CD MP3. Durée : 9 h.

### Jeu de société et jeux de cartes.
- Brocéliande et le grimoire des secrets !, jeu coopératif à partir de 9 ans, conçu avec Yann Delorme et Quentin Sallou, d'après les bandes dessinées du cycle Les Sorcières de Brocéliande (Éd. P'tit Louis, 2020).  (ISBN 978-2-37373-094-4)
- Jeu des 7 familles de la Collection Pourquoi... (Éd. P'tit Louis, 2024).  (ISBN 978-2-37373-106-4)
- Jeu des 7 familles Vick et Vicky - Globe-trotters (Éd. P'tit Louis, 2024).  (ISBN 978-2-37373-107-1)
- Jeu des 7 familles Vick et vicky et ses amis (Éd. P'tit Louis, 2024).  (ISBN 978-2-37373-108-8)

## Distinctions
- 2004 : Prizioù d'Or de la meilleure BD en langue bretonne pour le 3e tome des Sorcières de Brocéliande (prix décerné par France 3 Ouest Bretagne et Radio France Armorique[29] ;
- 2005 : Le 1er prix du festival « Bulles de Sèvre » 2005 (Saint-Laurent-sur-Sèvre)[réf. souhaitée] ;
- 2008 : Prix de la Bulle indépendante au festival de bande dessinée Atlantis, en partenariat avec la Ville de Saint-Herblain et l'Espace culturel E. Leclerc)[30] ;
- 2009 : Médaille en chocolat lors du festival BD Boum récompensant la série Vick et Vicky[31] ;
- 2013 : Prix Bul' Cesar, au festival BD Les Courants de Saint-Ouen-les-Vignes[32] ;
- 2015 : Diplôme d'expert policier décerné par le Musée Sherlock Holmes de Lucens[18].
- 2018 :  Chevalier de l'ordre des Arts et des Lettres. Bruno Bertin a été nommé en mars 2018 Chevalier de l'Ordre des Arts et des Lettres par le Conseil de l'ordre des Arts et des Lettres et le Ministère de la Culture[33],[34]. L'officialisation a eu lieu en octobre par la Ville de Rennes sous le haut parrainage de l'auteur Jean-Louis Pesch, dessinateur depuis 1956 de la série Sylvain et Sylvette[35].
- 2019 : Prix littéraire des jeunes lecteurs du Goëlo, pour l'album Le Fantôme de Fort-la-Latte (prix décerné au collège Stella-Maris de Saint-Quay-Portrieux parmi les ouvrages sélectionnés par les élèves de 6e, CM1 et CM2 des écoles privées du pays du Goëlo dans les Côtes d'Armor)[36].
- 2021 : Prix Littéraire Aiguillon, catégorie BD, pour l'album Le Fantôme de Fort-la-Latte (prix décerné par Aiguillon et Partages, l'association des Habitants Relais Aiguillon[37].